# A második bolgár leva bankjegyei
A második bolgár leva bankjegyei az érmékkel együtt Bulgária hivatalos fizetőeszközei voltak 1952 és 1962 között, habár a bankjegyet 1951-ben nyomtatták. A bankjegyek 1, 3, 5, 10, 25, 50, 100, 200 és 500 leva névértékűek voltak, az 500 levásat végül nem helyezték forgalomba.

## Bankjegyek
| Előlap |  | Névérték | Méret       | Anyag | Előlap                           | Hátlap                      | Nyomtatás | Bevonás                  |
| ------ |  | -------- | ----------- | ----- | -------------------------------- | --------------------------- | --------- | ------------------------ |
|        |  | 1 leva   | 116 × 56 mm | Papír | Névérték, címer                  | Sarló és kalapács           | 1951      | 1962                     |
|        |  | 3 leva   | 120 × 60 mm | Papír | Névérték, címer                  | Sarló és kalapács           | 1951      | 1962                     |
|        |  | 5 leva   | 125 × 65 mm | Papír | Névérték, címer                  | Sarló és kalapács           | 1951      | 1962                     |
|        |  | 10 leva  | 135 × 70 mm | Papír | Georgi Dimitrov, névérték, címer | Traktor                     | 1951      | 1962                     |
|        |  | 25 leva  | 145 × 76 mm | Papír | Georgi Dimitrov, névérték, címer | Síneket szerelő fiatalok    | 1951      | 1962                     |
|        |  | 50 leva  | 157 × 80 mm | Papír | Georgi Dimitrov, névérték, címer | Rózsaszedő nő népviseletben | 1951      | 1962                     |
|        |  | 100 leva | 165 × 85 mm | Papír | Georgi Dimitrov, névérték, címer | Szőlőszedő nő népviseletben | 1951      | 1962                     |
|        |  | 200 leva | 175 × 90 mm | Papír | Georgi Dimitrov, névérték, címer | Dohányszedés                | 1951      | 1962                     |
|        |  | 500 leva | 185 × 95 mm | Papír | Georgi Dimitrov, névérték, címer | Gát                         | 1951      | Nem helyezték forgalomba |